# Bộ Anh thảo
Bộ Anh thảo  hay bộ Trân châu (danh pháp khoa học: Primulales) là một danh pháp để chỉ một bộ trong thực vật có hoa. Tên gọi này đã được sử dụng trong một số hệ thống phân loại thực vật với rất ít thay đổi trong định nghĩa (xem các hệ thống Bentham & Hooker, Engler và Wettstein). Trong phiên bản năm 1981 của hệ thống Cronquist người ta đặt bộ này trong phân lớp Dilleniidae với định nghĩa sau:
- Bộ Primulales
Họ Xay (Myrsinaceae)
Họ Anh thảo (Primulaceae)
Họ Theophrastaceae

Hệ thống APG II, được sử dụng trong Wikipedia, đã đưa tất cả các loài, chi, họ trong bộ này vào bộ Thạch nam (Ericales).